# Rendez-Vous
A Rendez-Vous (magyarul: randevú) Jean-Michel Jarre 1986-ban megjelent, nyolcadik nagylemeze. Több mint hárommillió példányt adtak el belőle. Jarre ezen albuma futott a legtovább mind az amerikai, mind az angol slágerlistán, előbbin 20, utóbbin 38 hétig szerepelt.
Az utolsó szám szaxofonos részét eredetileg Ron McNair asztronauta játszotta volna a világűrben, de 1986. január 28-án a Challenger űrsikló és egész legénysége megsemmisült, 73 másodperccel a kilövés után. Az utolsó szám nekik állít emléket. Végül a szaxofonos részt Pierre Gossez játszotta.
Az album az angol slágerlistán a kilencedik, az amerikain az ötvenkettedik helyet érte el.

## Számlista
1. First Rendez-Vous – 2:54
2. Second Rendez-Vous – 10:55
3. Third Rendez-Vous – 3:30
4. Fourth Rendez-Vous – 3:57
5. Fifth Rendez-Vous – 7:41
6. Last Rendez-Vous (Ron's Piece)" – 6:04